# Camponotus vigilans
Camponotus vigilans é uma espécie de inseto do gênero Camponotus, pertencente à família Formicidae.